# Amphilius dimonikensis
Amphilius dimonikensis е вид лъчеперка от семейство Amphiliidae. Видът е световно застрашен, със статут Уязвим.

## Разпространение
Разпространен е в Република Конго.

## Описание
На дължина достигат до 5,6 cm.